# Luboš Račanský
Luboš Račanský (* 13. března 1964, Benešov) je český střelec, olympionik, který získal bronzovou medaili v Barceloně na letních olympijských hrách 1992. Mimo to byl účastníkem také LOH 1988 a LOH 1996 v Atlantě, kde obsadil 13. místo.